# Jimmy Armfield
James Christopher "Jimmy" Armfield (Denton, 21 september 1935 - Blackpool, 22 januari 2018) was een Engelse voetballer. Als verdediger kwam hij gedurende zijn hele professionele voetbalcarrière uit voor Blackpool FC. Hij was daarnaast Engels international en behoorde tot de selectie van Engeland dat het WK 1966 in eigen land wist te winnen. 
Na zijn actieve voetbalcarrière coachte hij in de jaren 1970 Bolton Wanderers en Leeds United, waarmee hij met de laatste in 1975 verloor van FC Bayern München in de finale van de Europacup.

## Spelerscarrière
Kort na zijn geboorte in Denton, dat in de buitenwijken van Manchester ligt, verhuisde zijn familie tijdens de Tweede Wereldoorlog naar Blackpool. Hier groeide Armfield op en speelde hij als jeugdspeler en amateur voor Blackpool FC. Nadat hij als tiener imponeerde als rechtsback tijdens een oefenwedstrijd in 1954, besloot de toenmalige hoofdcoach Joe Smith om hem bij de selectie van het eerste elftal te halen. Armfield kreeg in september 1954 zijn eerste profcontract bij Blackpool FC.
Op 27 december van datzelfde jaar, terwijl Armfield nog in militaire dienst was als soldaat in het Britse leger, maakte hij zijn debuut in een 3-0 nederlaag van Blackpool FC tegen Portsmouth FC. Na zijn debuut was hij in de rest van zijn eerste seizoen geen vaste waarde en speelde over het algemeen wisselvallig. In het daaropvolgende seizoen 1955-56 werd Armfield wel een bepalende speler voor Blackpool en leidde hij zijn club naar de tweede plaats achter landskampioen Manchester United, wat tot op heden nog steeds het beste resultaat ooit was voor Blackpool in de hoogste Engelse voetbalklasse. Door zijn goede prestaties werd Armfield in 1956 voor het eerst opgenomen in het Onder-23 team van Engeland.
Zijn eerste wedstrijd voor het nationale team van Engeland volgde op 13 mei 1959, toen het team met 2-0 verloor van Brazilië voor 120.000 toeschouwers in het Maracanã. In datzelfde jaar werd hij in de Football League uitgeroepen tot Young Player of the Year.
Toen Blackpool in de jaren 60 een moeilijke periode doormaakte en soms worstelde om degradatie te voorkomen, bleef Armfield loyaal aan de club en speelde hij een belangrijke rol in het behoud van Blackpool FC op het hoogste Engelse voetbalniveau. Door zijn sterke tackles, zijn vechtlust en zijn talent om teamgenoten te motiveren werd Armfield de aanvoerder van Blackpool, een rol die hij later ook bij het nationale team vervulde.
Op het WK 1962 in Chili, waar Engeland in de kwartfinale werd uitgeschakeld door Brazilië, werd Armfield uitgeroepen tot de beste rechtsback van het toernooi. In de daaropvolgende seizoenen bleef hij internationaal erkend worden voor zijn verdedigende prestaties, en won hij tussen 1962 en 1964 drie opeenvolgende jaren de titel van beste rechtsback van Europa.
In 1966 werd Armfield na een succesvol seizoen nipt tweede achter Bobby Charlton bij de verkiezing voor voetballer van het jaar van Engeland. Dit leverde hem ook een nieuwe selectie op voor het wereldkampioenschap voetbal in 1966, dat in eigen land georganiseerd werd. Het elftal werd wereldkampioen op eigen bodem, maar Armfield kon door blessureleed geen wedstrijd meespelen en werd tijdens het toernooi vervangen door George Cohen van Fulham FC. In totaal speelde Armfield 43 keer voor het nationale elftal, wat hem nog steeds Blackpool's recordinternational maakt. 
In het seizoen volgend op de Engelse wereldtitel werd Blackpool FC laatste in de Football League en moest het voor het eerst sinds 1937 weer uitkomen in de Football League Second Division. Ondanks de degradatie bleef Armfield de club trouw, en na twee seizoenen wist Blackpool in 1970 opnieuw the promoveren naar de First Division. In het daaropvolgende seizoen beëindigde Armfield zijn professionele carrière als voetballer. Zijn laatste wedstrijd speelde hij op 1 mei 1971 tegen Manchester United, en met een totaal van 626 competitieve wedstrijden is hij nog altijd de recordhouder van meeste wedstrijden voor Blackpool FC.

## Trainerscarrière en overige verwezenlijkingen
Meteen na beëindiging van zijn actieve carrière werd Armfield in 1971 de hoofdtrainer van van derdeklasser Bolton Wanderers, waar hij de club in twee jaar naar de tweede divisie loodste en vervolgens met Bolton in 1974 succesvol in de divisie hield.
Toen het seizoen 1974-75 al begonnen was, werd Armfield benaderd door Leeds United om de in ongenade gevallen trainer Brian Clough te vervangen. Armfield maakte de overstap en leidde de club vanaf de zevende wedstrijddag naar de finale van de Europese Kampioensbeker voor Clubs. Nadat in de halve finale reeds FC Barcelona werd uitgeschakeld, volgde op 28 mei 1975 de finale tegen FC Bayern München in het Parc des Princes in Parijs. Leeds United verloor de wedstrijd met 2-0 maar het bestuur van de club was overtuigd van de capaciteiten van Armfield. In de daaropvolgende 4 seizoenen bleef hij hoofdcoach van Leeds en behaalde met de club een 9e, 5e, 10e en 9e plaats in de First Division. Aan het begin van het seizoen 1978-79 werd bekend dat Leeds United met een andere trainer verder wilde gaan, en werd Armfield ontslagen. 
Na zijn periode als hoofdtrainer nam Armfield in de daaropvolgende jaren verschillende kortlopende verplichtingen aan voor de Football Association. Daarnaast was hij voetbaljournalist voor de Daily Express en werd hij gevraagd om als radiocommentator voor de BBC verslag uit te brengen van Engelse wedstrijden. In totaal werkte hij meer dan 30 jaar voor de BBC, en vergaarde hij bekendheid met zijn wedstrijdsamenvattingen op de BBC Radio Five Live.
Armfield bleef zijn gehele leven in Blackpool wonen. Voor al zijn prestaties op en naast het veld werd hij in 2000 onderscheiden met de Orde van het Britse Rijk (OBE) en in 2010 met de Commandeur van het Britse Rijk (CBE).

## Erkenning

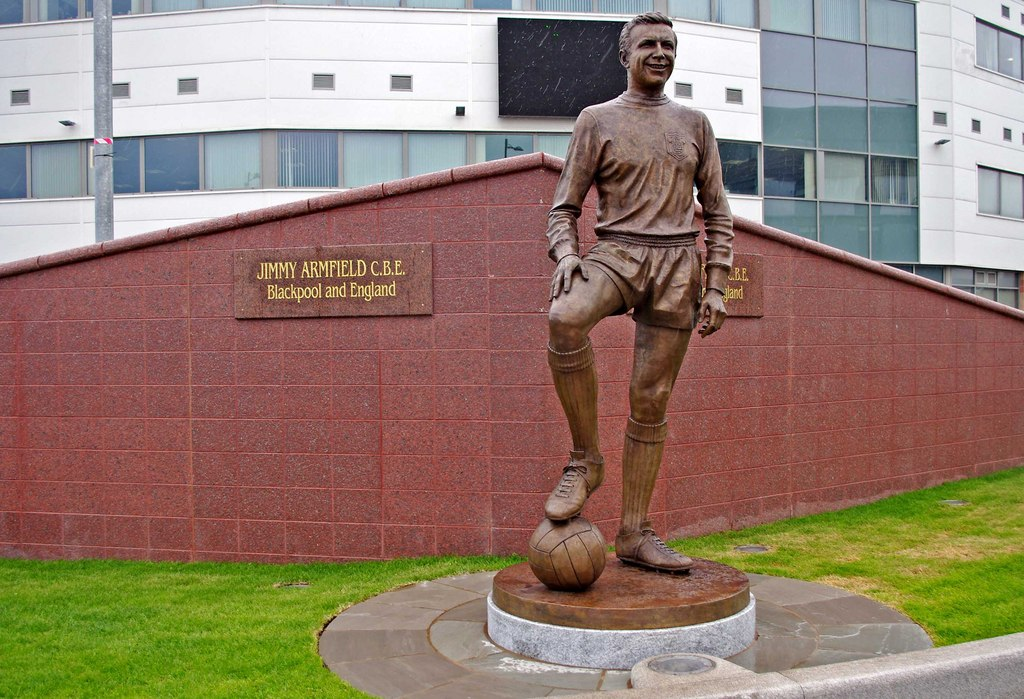
Standbeeld van Jimmy Armfield bij Bloomfield Road in Blackpool

Armfield werd opgenomen in Blackpool's Hall of Fame in Bloomfield Road, toen deze officieel door hem werd geopend in april 2006. Door de Blackpool Supporters Association werd een stemming organiseerd, waarbij Blackpool fans van over de hele wereld op hun helden aller tijden konden stemmen. Vijf spelers uit elk decennium werden ingehuldigd, en Armfield werd verkozen bij de spelers uit de jaren 1960.
De South Stand op Bloomfield Road, die op 20 maart 2010 werd geopend, draagt de naam "Jimmy Armfield South Stand" en de letters ARMFIELD staan in witte stoelen uitgespeld op de tribune. In opdracht van de Blackpool Supporters Association werd er in 2009 een standbeeld van Armfield. Het 2,7 meter hoge standbeeld, dat 100.000 pond kostte, staat voor de hoofdingang van het stadion en werd op 1 mei 2011 onthuld door Sir Trevor Brooking.
Op 2 september 2019 onthulde de FA het Jimmy Armfield Lecture Theatre in het St George's Park National Football Centre in Burton.

## Gezondheidsproblemen en overlijden
Op 11 mei 2007 kondigde Armfield op BBC Radio Lancashire aan dat hij een chemotherapiebehandeling had ondergaan voor non-hodgkinlymfoom in zijn keel, en op advies van zijn artsen ging hij met pensioen om rust te nemen. De kanker werd succesvol behandeld, maar keerde terug in november 2016.
Armfield overleed op 22 januari 2018 in Blackpool aan de ziekte, en werd 82 jaar.
1 Banks ·
2 Cohen ·
3 Wilson ·
4 Stiles ·
5 J. Charlton ·
6 Moore  ·
7 Ball ·
8 Greaves ·
9 B. Charlton ·
10 Hurst ·
11 Connelly ·
12 Springett ·
13 Bonetti ·
14 Armfield ·
15 Byrne ·
16 Peters ·
17 Flowers ·
18 Hunter ·
19 Paine ·
20 Callaghan ·
21 Hunt ·
22 Eastham ·
Coach: Ramsey